# Польські державні залізниці
Польські Державні Залізниці, ПКП (пол. Polskie Koleje Państwowe (PKP)) — вживається для найменування Групи ПКП, а також АТ ПКП. Компанія була заснована, коли колишнє державне підприємство "Польська державна залізниця" було розділене на кілька підрозділів, виходячи з необхідності розмежування управління інфраструктурою та транспортними операціями. Польська державна залізниця є домінуючою компанією в колективі Групи ПКП, що утворився в результаті поділу, і зберігає 100% контроль над акціями, несучи повну відповідальність за активи всіх інших компаній, що входять до складу Групи ПКП. Організації групи залежать від Польських державних залізниць, але були зроблені пропозиції щодо їх приватизації.

## Група ПКП
Група ПКП була заснована в 2001 році в результаті процесу реорганізації державного підприємства «Польська державна залізниця» відповідно до директив Європейського союзу для розділення управління інфраструктурою від комерційної експлуатації і створення окремих комерційних структур, які можуть надавати послуги не тільки на залізничному ринку.
PKP Group складається з материнської компанії АТ ПКП і дочірніх компаній операторів.
PKP Group є одним з найбільших польських роботодавців з чисельністю персоналу близько 90 тис. осіб (2010). Група ПКП є четвертою за величиною європейською залізницею.